# Makino (rivière)
La rivière Makino  (en anglais : MakinoRiver) est un cours d’eau de l’est de l’Île du Nord de la Nouvelle-Zélande.

## Géographie
Elle s’écoule vers le nord-est à partir de la chaîne de ‘Kaweka’ tout comme l’une des sources du fleuve Mohaka. La rivière Makino est située sur l’ensemble de son trajet dans le Parc Forestier de Kaweka.